# 29760 Milevsko
29760 Milevsko è un asteroide della fascia principale. Scoperto nel 1999, presenta un'orbita caratterizzata da un semiasse maggiore pari a 2,7510402 UA e da un'eccentricità di 0,1119199, inclinata di 2,10155° rispetto all'eclittica.
L'asteroide era stato inizialmente battezzato 29760 Iainbanks per poi essere corretto nella denominazione attuale. L'eponimo venne poi attribuito all'asteroide 5099 Iainbanks.
Inoltre l'eponimo Milevsko era stato inizialmente assegnato a 26533 Aldering che ricevette poi l'attuale denominazione.
L'asteroide è dedicato all'omonima località della Repubblica Ceca.